# Atractomorpha burri
Atractomorpha burri är en insektsart som beskrevs av Bolívar, I. 1905. Atractomorpha burri ingår i släktet Atractomorpha och familjen Pyrgomorphidae. Inga underarter finns listade i Catalogue of Life.